# Asaripallam
Asaripallam es una ciudad y nagar Panchayat situada en el distrito de Kanyakumari en el estado de Tamil Nadu (India). Su población es de 16822 habitantes (2011). Se encuentra a 6 km de Nagercoil y a 76 km de Tirunelveli. 

## Demografía
Según el censo de 2011 la población de Asaripallam era de 16822 habitantes, de los cuales 8267 eran hombres y 8565 eran mujeres. Asaripallam tiene una tasa media de alfabetización del 95,08%, superior a la media estatal del 80,09%: la alfabetización masculina es del 96,61%, y la alfabetización femenina del 93,60%.